# Campionat d'Europa d'Òmnium femení
El Campionat d'Europa d'Òmnium femení és el campionat d'Europa d'Òmnium, en categoria femenina, organitzat anualment per la UEC.
Quan es va crear hi havia dues modalitats, l'Òmnium Endurance (format per una cursa per punts, una de Persecució individual, una cursa scratch i una cursa per eliminació) i l'Òmnium Sprint (format per una prova de 200 metres llançats, una de keirin, una cursa per eliminació i una de velocitat).
El 2010, coincidint amb la seva entrada als Campionats d'Europa de ciclisme en pista, es van unificar en l'anomenat Òmnium Olímpic (format per una prova de 250 metres llançats, una cursa per punts, una de Persecució individual, una cursa scratch, una cursa per eliminació i una contrarellotge de 1000 metres.)

## Pòdiums de les Guanyadores

### Òmnium Endurance
| Proves | Or                  | Plata                         | Bronze                  |
| 1995   | Ingrid Haringa      | Nathalie Lancien-Even         | Anke Wichmann           |
| 1996   | Olga Sliússareva    | Svetlana Samokhvalova         | Nathalie Lancien-Even   |
| 1997   | Antonella Bellutti  | Ingrid Haringa                | Sally Boyden            |
| 1998   | Olga Sliússareva    | Leontien Zijlaard-van Moorsel | Svetlana Samokhvalova   |
| 1999   | Olga Sliússareva    | Antonella Bellutti            | Debby Mansveld          |
| 2001   | Olga Sliússareva    | Svetlana Ivakhovenkova        | Vera Carrara            |
| 2002   | Olga Sliússareva    | Svetlana Ivakhovenkova        | Natalia Karimova        |
| 2003   | Olga Sliússareva    | Elena Tchalykh                | Iryna Yanovych          |
| 2004   | Lyudmyla Vypyraylo  | Apollinaria Bakova            | Eleonora Soldo          |
| 2005   | Olga Sliússareva    | Lada Kozlíková                | Gema Pascual Torrecilla |
| 2006   | Lada Kozlíková      | Yulia Aroustamova             | Carolina Lüthi          |
| 2007   | Vera Carrara        | Gema Pascual Torrecilla       | Elke Gebhardt           |
| 2008   | Elena Tchalykh      | Ellen van Dijk                | Anastassia Txulkova     |
| 2009   | Ievguénia Romaniuta | Jolien D'Hoore                | Monia Baccaille         |

### Òmnium Sprint
| Proves | Or                 | Plata           | Bronze             |
| 2008   | Yvonne Hijgenaar   | Elise Van Hage  | Helena Casas Roige |
| 2009   | Simona Krupeckaitė | Olga Streltsova | Viktoria Baranova  |

### Òmnium Olímpic[2]
| Proves | Or                 | Plata              | Bronze              |
| 2010   | Leire Olaberría    | Tatsiana Sharakova | Malgorzata Wojtyra  |
| 2011   | Laura Trott        | Tatsiana Sharakova | Kirsten Wild        |
| 2012   | Tatsiana Sharakova | Aušrinė Trebaitė   | Katarzyna Pawłowska |
| 2013   | Laura Trott        | Kirsten Wild       | Jolien D'Hoore      |
| 2014   | Laura Trott        | Jolien D'Hoore     | Anna Knauer         |
| 2015   | Laura Trott        | Amalie Dideriksen  | Aušrinė Trebaitė    |
| 2016   | Katie Archibald    | Kirsten Wild       | Lotte Kopecky       |
| 2017   | Katie Archibald    | Kirsten Wild       | Elisa Balsamo       |